# Habitat humain

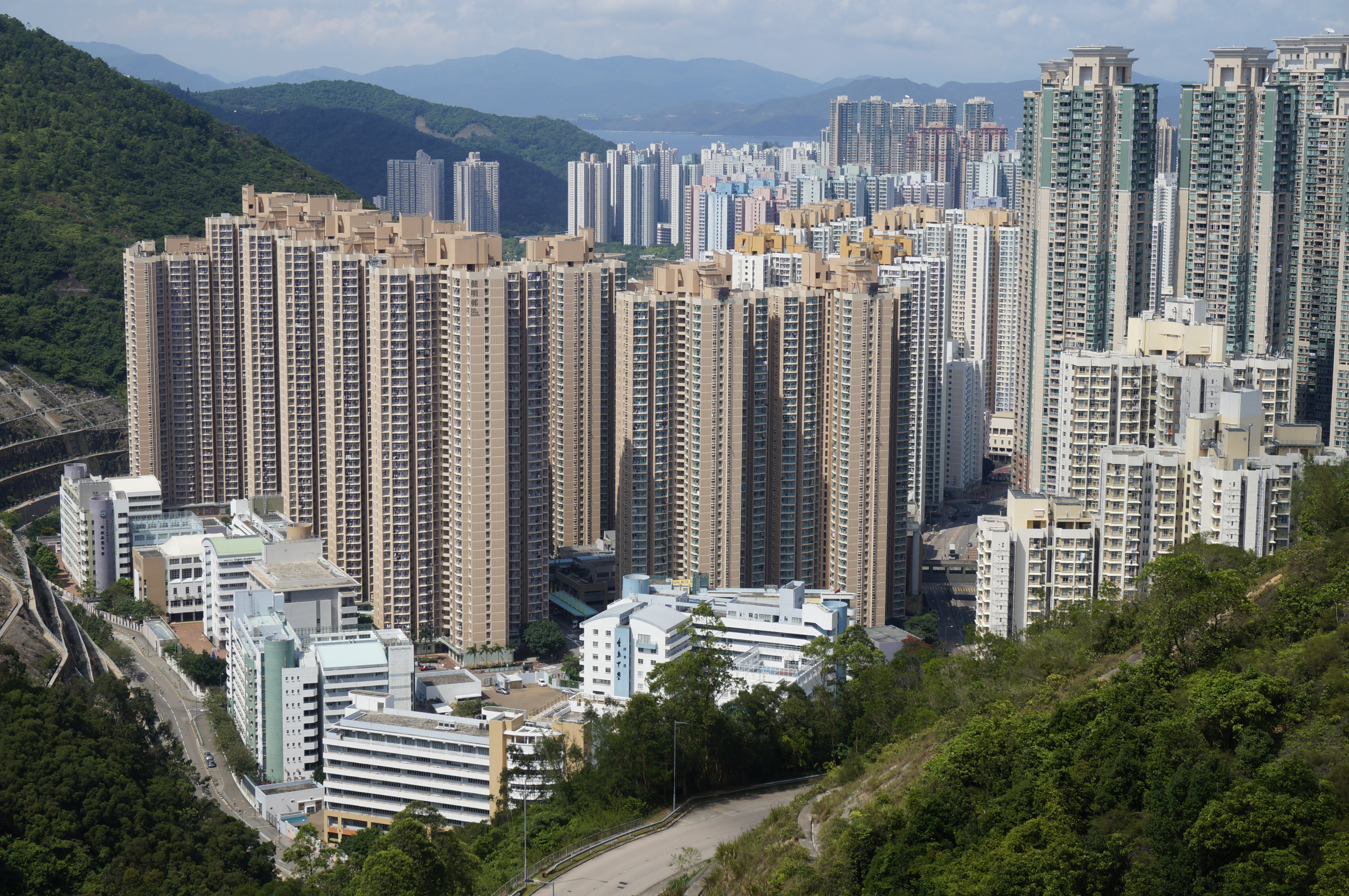
Des immeubles d'habitation à Hong Kong.

Pour les articles homonymes, voir Habitat.
L'habitat humain est le mode d'occupation de l'espace par l'homme à des fins de logement. En urbanisme, il se décline en habitat individuel, habitat collectif ou habitat intermédiaire, mais aussi en habitat dense (groupé) ou pavillonnaire (isolé sur sa parcelle). Alors que le logement est un produit (maison, appartement...), l'habitat offre différents niveaux de services qui lui sont liés: jardin, commerces de proximité, transports en commun... Ainsi, l'habitat dépend de l'énergie pour les transports, pour le chauffage, pour l'éclairage et pour l'alimentation ; ainsi que pour l'alimentation des appareils électriques. L'organisation du lieu de vie passe aussi par l'accès à l'eau potable, la gestion des déchets, l'aménagement du terrain (plantations , gestion des eaux pluviales, etc.).
L'habitat peut prendre la forme de différentes architectures selon la nature plus ou moins hostile de l'environnement. Il en résulte alors une configuration architecturale qui doit se plier à des facteurs extérieurs dont la prégnance varie selon les milieux et les territoires. Ils peuvent être d'ordre physique (nature du terrain, conditions climatiques…). À ces contraintes physiques peuvent s'ajouter des contraintes sociétales (religion, structure de la famille, culture). Une architecture innovante tend à se développer car l'homme manque de plus en plus d'espace pour construire son habitat et doit donc s'implanter dans des endroits où les contraintes sont plus nombreuses.
L'habitat dépend de l'environnement naturel mais aussi et surtout de la représentation du monde par l'homme. La configuration, l'aspect, la disposition des divers habitats reflètent les sociétés qui les ont bâtis. En ce sens, André Leroi-Gourhan, dans Milieu et Techniques] (1945), affirme : « l'habitation est sans doute un des traits les plus précieux pour l'étude historique des peuples ».

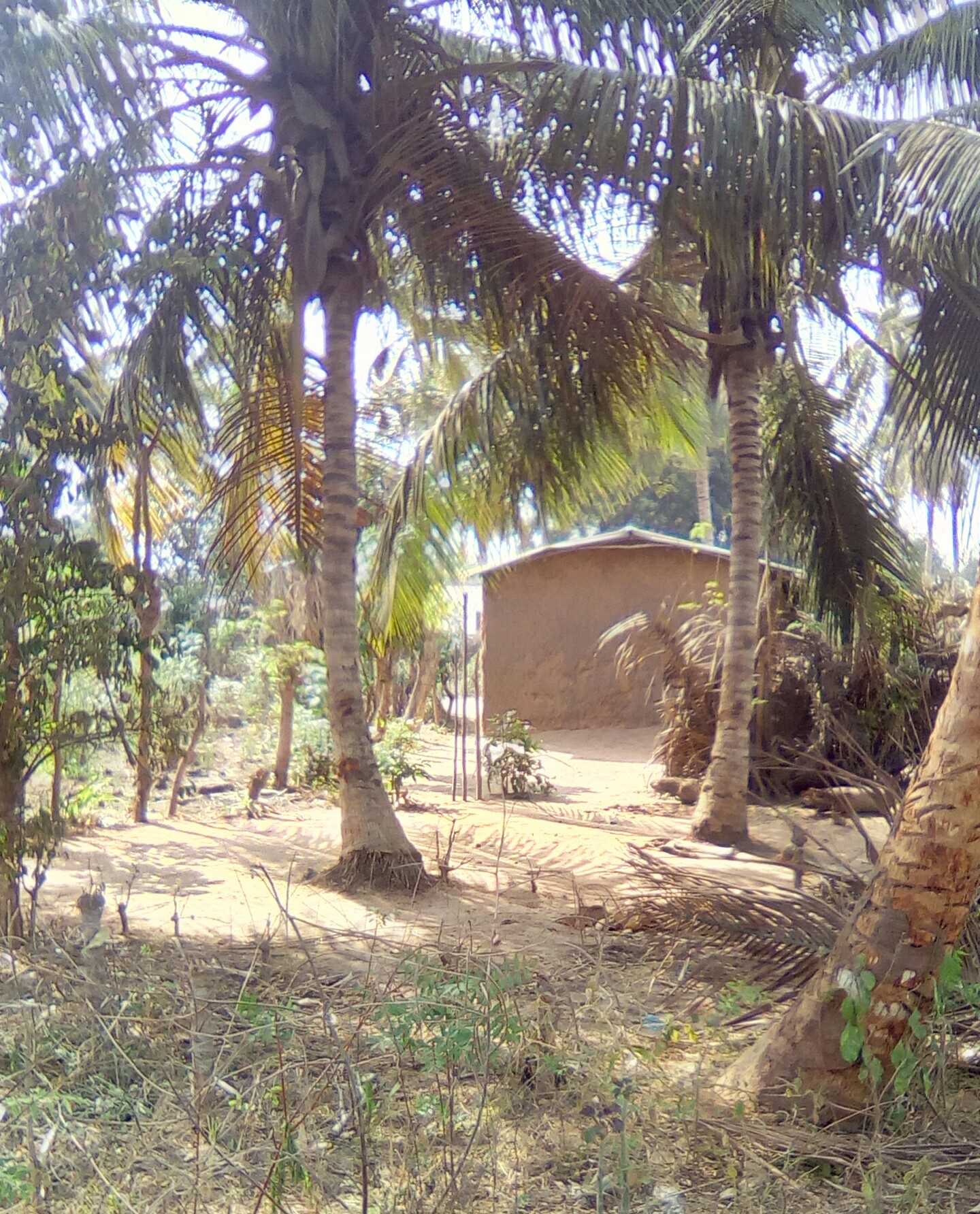
Habitation traditionnelle au Ghana.

L'habitat en Afrique est lié à la nature. Les constructions de maisons jadis étaient en bois, en feuilles de palmier à huile ou encore en argile et couvertes de paille. De nos jours, les habitats traditionnels existent encore car ils résistent à la chaleur et donnent une image exceptionnelle à l'environnement belle à voir. Des habitats sont parfois regroupés ou parfois singulier. Les habitats du monde noir construit spécialement par des artistes attirent des touristes de partout. Même sur les autres continents les habitats traditionnels de longue date sont conservés en patrimoine culturel.

## Définitions
Un habitat est un espace dans lequel vivent au quotidien des individus. Il doit répondre à des besoins déterminés par la vie de tous les jours et dépend de nombreuses contraintes  (naturelles, sociétales, culturelles).

## Différents types d'habitats
- L'Habitat individuel est un habitat pour une seule famille ayant une pièce principale. Il se situe souvent en zone rurale.
- Habitat collectif

- L' Habitat semi-collectif, aussi nommé habitat intermédiaire, est un groupement d’habitations qui a des caractéristiques de l’habitat individuel.

## Habitat de l'homme nomade
Dans le désert, les nomades vivent dans des tentes noires fabriquées de toiles tissées en laine de chèvre, dont la fibre longue et résistante est tout à fait adaptée à cet usage. Le plus souvent, ce sont les femmes qui réalisent ces toiles, les montent et les démontent. La couleur noire des toiles protège des rayonnements du soleil. Les mailles de l'étoffe laissent circuler l'air le jour et, sous l'effet de l'humidité, se rétractent assurant une imperméabilité suffisante pour les faibles averses en milieu désertique. Cet habitat est composé de deux espaces, le plus grand consacré aux femmes et aux enfants, l'autre pour les hommes. Ce type de tente est particulièrement utilisé par les Bédouins.

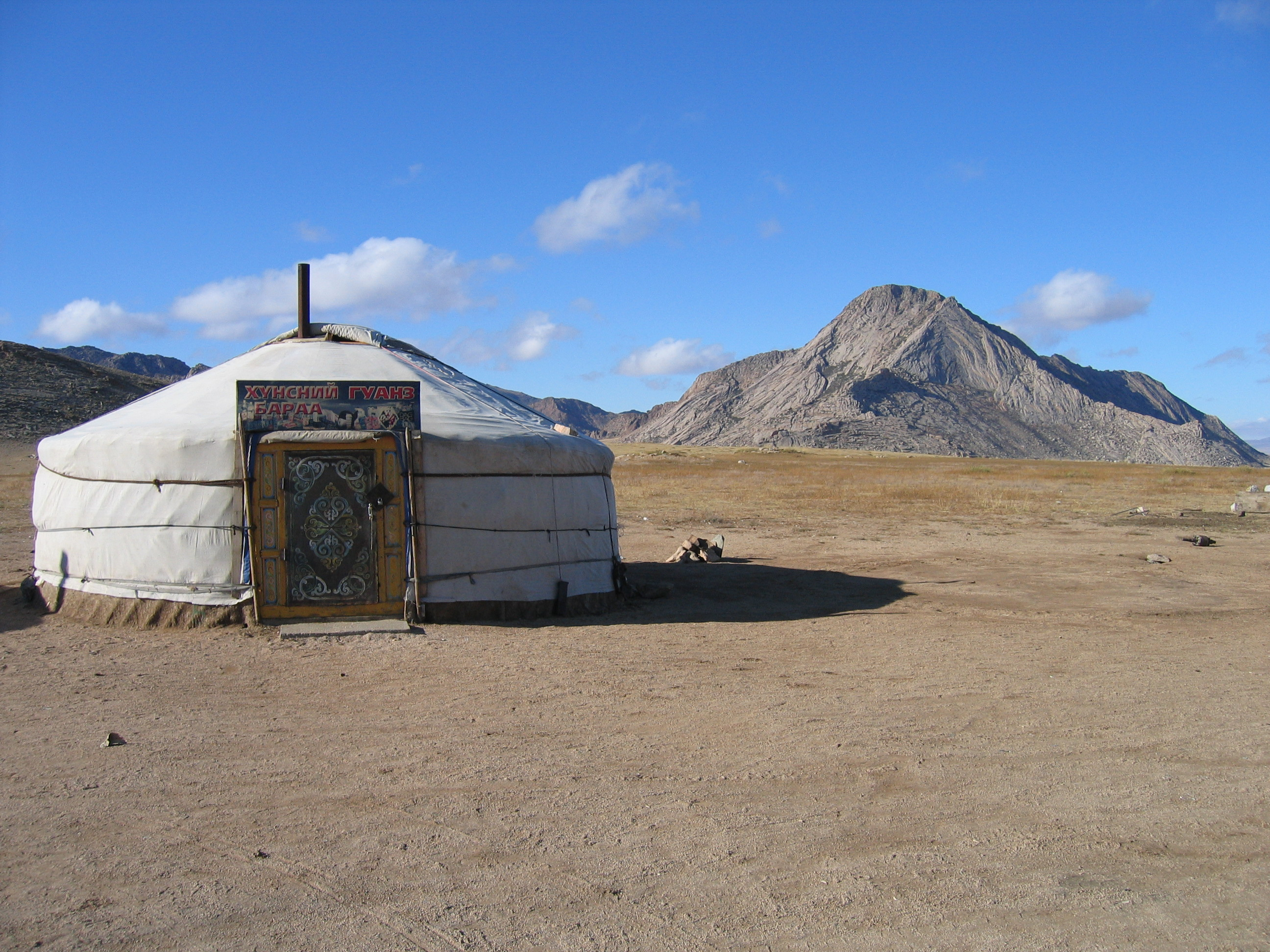
Yourte Mongole

Les habitants des steppes d'Asie centrale utilisent la yourte dotée d'une armature recouverte de feutre épais, obtenu à partir de laine ou de poil. Elle peut avoir un toit conique ou en coupole. C'est par exemple l'habitat traditionnel des Mongols.
Dans les régions polaires, les populations nomades ou semi-nomades logeaient sous différents types de tentes comme la tente à double pente reposant sur une armature composée de dix pieux, recouverte de peaux de phoque et maintenue au sol par des pierres. Lors des déplacements, les rennes transportent les pieux. Pour se chauffer et s'éclairer, des lampes en pierre ponce sont utilisées permettant de brûler la graisse de phoque.

## Habitat et contraintes géographiques
Les contraintes naturelles sont importantes et de natures différentes. Il peut s'agir du climat, de la nature du terrain, du relief.

### Contraintes physiques

#### Les séismes

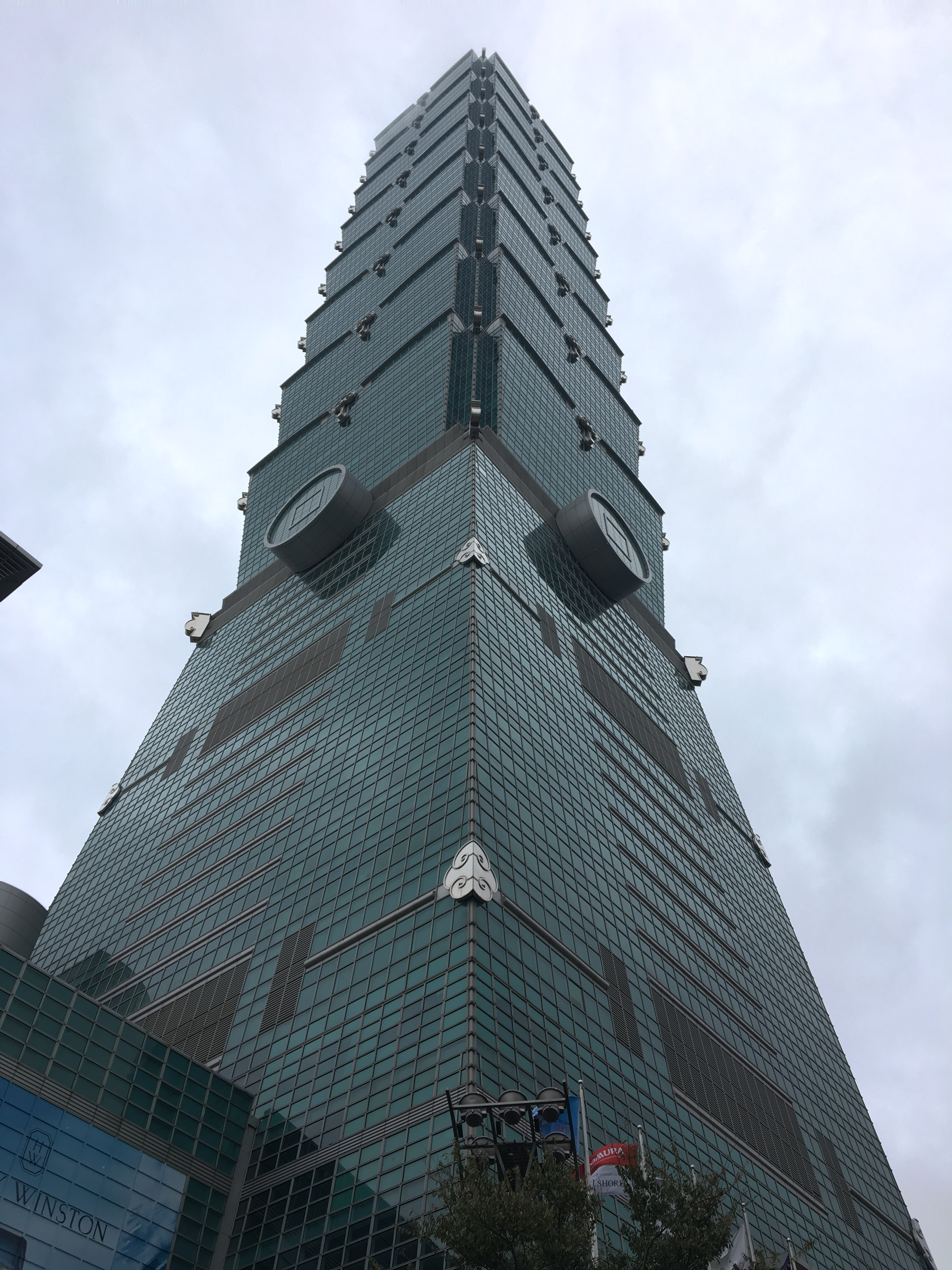
La tour Taipei 101, inaugurée en 2004, à Taiwan.

Les séismes, préoccupation de nombreuses régions du monde pour la conservation de leur habitat, est encore une contrainte qui modèle l'habitat humain. Bien que de nombreux habitats ne soient pas soumis à des normes anti- sismiques, de plus en plus de nations sujettes à ces risques commencent à les imposer lors de la construction de nouveaux habitats. Au Japon, les maisons traditionnelles, les machiya, sont construites avec de légères structures en bois, matériau beaucoup plus résistant aux secousses qui a la capacité de se déformer légèrement et d'absorber les chocs. Cependant les habitats en matériau dits « durs » respectent des normes précises. Un espace d'une vingtaine de centimètres est laissé entre chaque bâtiment pour lui donner la latitude d'osciller et de s'effondrer éventuellement, sans entraîner les bâtiments annexes. Une autre méthode consiste à suspendre les maisons dans l'air pendant les secousses grâce à un coussin d'air sous la maison. Toujours en Asie, la Tour Taipei 101 à Taïwan, deuxième tour la plus haute du monde, construite de surcroît sur un terrain très sensible aux séismes, dispose d'un système de balancier sur son sommet pour contrebalancer les éventuelles secousses. Les techniques sont très diverses et tendent à se développer pour protéger une part croissante de la population.

#### Contraintes liées au relief

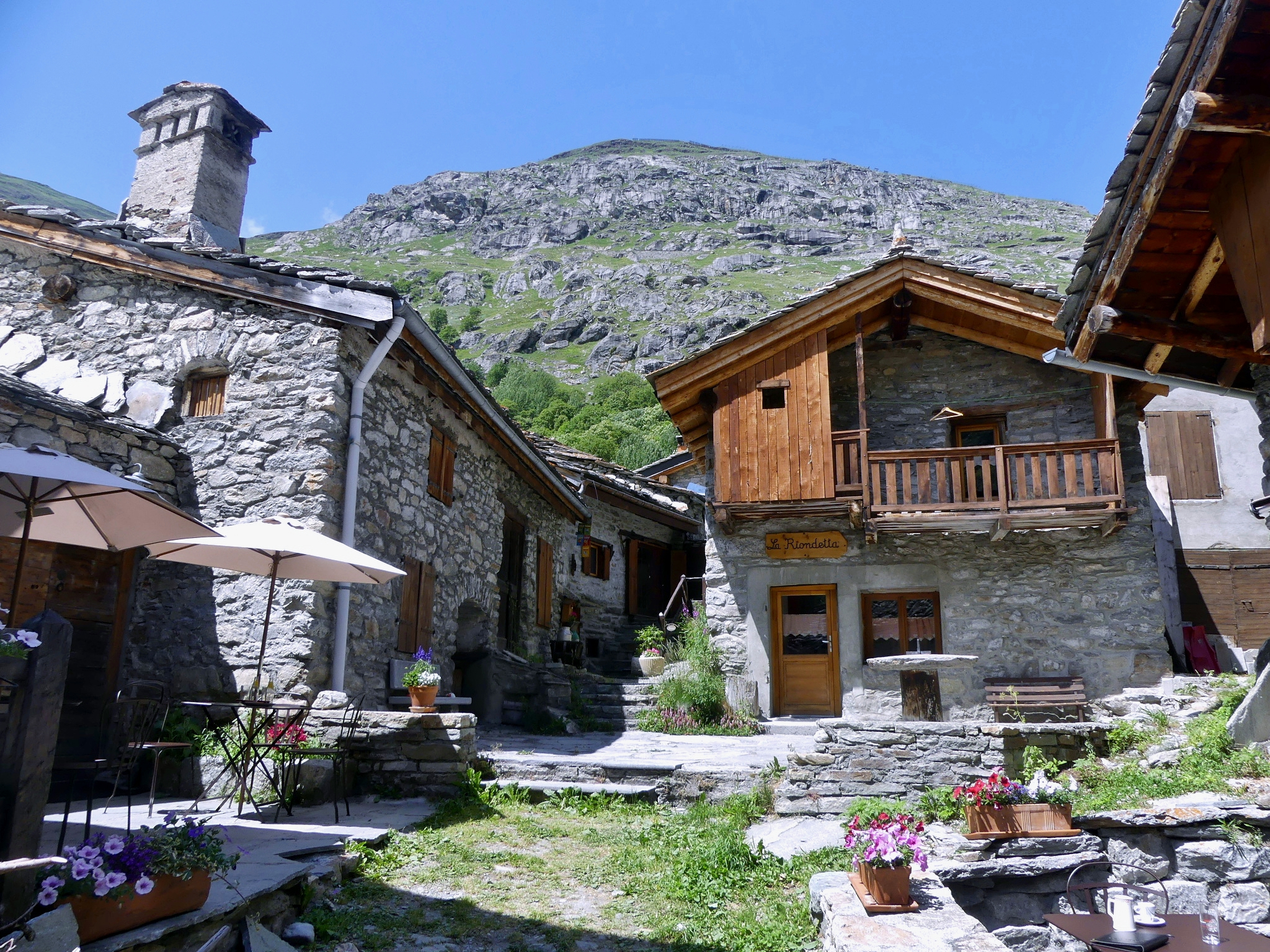
Maisons de montagne en pierre et bois à Bonneval-sur-Arc, dernier village de la vallée de la Haute-Maurienne, en Savoie.

L'habitat de montagne s'est longtemps appuyé sur l'exploitation des ressources locales. L'architecture montagnarde, harmonieuse et compacte, utilise essentiellement le bois et la pierre que l'on trouve sur place. Les maisons ainsi que les granges sont orientées vers le sud à l'abri des fréquentes intempéries. Le mur qui donne au Nord est le plus souvent sans ouverture. Le toit des hangars est incliné de telle sorte qu'il protège du soleil en été et permet un ensoleillement important en hiver. On retrouve des similitudes dans l'agencement des habitats en zone montagneuse comme dans les Alpes ou l'Himalaya: un étable en rez-de-chaussée, des pièces d'habitation à l'étage et un grenier pour conserver les provisions. Si le toit est très pentu dans les Alpes en raison de l'abondance des précipitations, il est en terrasse dans certaines régions de l'Himalaya où l'hiver est plus clément et la saison chaude permet aux habitants d'abandonner l'étage au profit de la terrasse.

### Contraintes climatiques
L'homme a dû s'adapter au climat dans lequel il vit pour construire son habitat.

#### Pour les climats chauds
Le Soudan a des climats divers : un climat désertique au nord et un climat dit « de savane », c'est-à-dire tropical au sud (plus humide). Dans ce pays, au Nord comme au Sud, les murs en bauge sont faits à partir d'un mélange de terre et d'eau. Bien que ce matériau soit isolant, il ne supporte qu'une toiture légère, des bois vont donc venir la porter si celle-ci est trop lourde. Ce que les murs en bauge craignent le plus est l'eau, et bien que celle-ci soit très peu présente dans le nord du Soudan, des gouttières placées sur le toit empêchent les rares pluies de détruire ces habitats. Au Sud, les pluies sont plus fréquentes c'est pourquoi les maisons ont besoin d'un toit incliné. Ces toits sont construits en paille. Dans le Sud, on peut également trouver des constructions en brique de terre crue (ou adobe).
Au Sénégal, l'habitat traditionnel utilise la brique de latérite, la paille et le bois de rônier (ou borassus). Dans ce pays il existe beaucoup d'habitats traditionnels assez différents les uns des autres. En voici quelques-uns.

##### La caseBambara
C'est l'habitation typique africaine. Elle est circulaire, petite et a un toit en chaume. Cette construction est très pratique en cas de grosse chaleur car elle n'a pas de fenêtre.

##### L'habitat traditionnelleDiolas(Sénégal)
Réputés excellents architectes, les Diolas sont à l'origine de deux types de cases à l'architecture complexe: la Case à étage et la Case à impluvium. La case à étage possède un grenier permettant de stocker les céréales. Son toit est très pentu et ses fondations élevées permettent de supporter les dommages apportés par la saison des pluies. Les pièces de la case à impluvium  sont organisées autour d'une passerelle qui délimite un bassin d'eau creusé au milieu de l'habitat pour recueillir les eaux de pluie, ce qui permet de maintenir la fraîcheur grâce à l'évaporation de l'eau. Ces cases typiques de la région de Casamance, au Sénégal, ont toutes des murs en terre qui assurent une certaine fraîcheur. Elles sont habituellement composées de plusieurs chambres, d'une salle commune et d'une terrasse qui entoure l'habitation. Le toit est recouvert de chaume protégeant ainsi les récoltes de la pénétration de l'eau dans les greniers.

##### Les habitats de la vallée dufleuve Sénégalet de la zone rurale duFerlo
Dans ces régions, à cause du climat désertique, la population est nomade. Les habitations sont donc conçues pour être faciles à monter, mais sont éphémères.

#### Pour les climats froids
L'architecture la plus utilisée est l'igloo, installé sur des sites à l'abri du vent. L'ensemble de la construction est conçue pour faire face au climat: forme arrondie pour permettre l'écoulement des vents violents, entrée incurvée pour faire obstacle à l'entrée du vent, sols surélevés, présence de salles de transition et d'un tunnel en guise de couloir desservant les chambres pour éviter les déperditions de chaleur. Lorsque la température extérieure est de −45 °C, l'intérieur de l'igloo peut monter jusqu'à 16 °C.

#### Les inondations
En raison du réchauffement climatique et de l'élévation du niveau de la mer, de nombreux pays vont devoir faire face à de sérieux problèmes d'inondation. L'Homme ne cherche donc plus à se protéger des inondations comme ce fut toujours le cas jusqu'à aujourd'hui (digue…), mais à vivre avec. Pour cela de nouveaux concepts ont été développés, bien que pour l'instant ceux-ci ne soient principalement envisageables que dans des lieux où l'on peut prévenir les inondations (bords d'un fleuve…).

##### La maison amphibie
Pour faire face à la multiplication des inondations, la maison amphibie peut s'élever à plus de 2 mètres au-dessus du sol en fonction de la montée des eaux. Elle est construite sur la terre ferme avec des matériaux traditionnels, mais elle repose sur un « bâti » flottant, ce même bâti peut coulisser sur des pilotis en acier pour qu'en cas d'inondation la maison puisse flotter. Un système de pilier permet d'empêcher la maison de dériver lorsqu'elle flotte. Lors d'une crue, le système se met en route
En 2015, la première Conférence internationale sur l'architecture amphibie, son design et son ingénierie a lieu en Thaïlande, à Bangkok.

##### Lamaison flottante
Contrairement à la maison amphibie, la maison flottante est sur l'eau en permanence. Il faut donc prévoir un moyen d'accès comme un ponton par exemple. Il existe deux principaux modèle de construction d'une maison flottante: la première manière consiste à couler quatre  piliers de béton, également appelés duc d'Albe, comme moyen de fixation. La maison est alors amarrée à ces piliers par des câbles servant d'ancres pour l'habitat. La maison flotte grâce aux flotteurs installés sous la dalle et reste maintenue grâce aux câbles liés aux piliers. Ces câbles peuvent, dans certains cas, être réalisés avec un système de ressort permettant d'absorber les changements de niveau d'eau qu'ils soient lents ou soudains. Ce concept ne peut fonctionner que si la hauteur de l'eau est supérieure à 3 mètres. La partie flottante est généralement en polyéthylène et la dalle en béton. Il est important de tenir compte d'un principe de base important, généralement exprimé ainsi : « une maison flottante doit être lourde à la base et légère au sommet ».
La seconde manière de réaliser une maison flottante consiste à faire flotter entièrement la maison sur une plateforme légère, en aluminium par exemple, et des flotteurs en polyéthylène. Certains modèles de flotteurs sont conçus sur le principe de la technologie "tri-couches", qui confère une plus grande résistance et une meilleure flottabilité . La bonne répartition des flotteurs assure la stabilité de la construction.

##### La maison «imperméable»
La maison imperméable est une maison étanche construite sur des pieux ancrés dans un sol stable. Elle est fabriquée à partir d'anciens containers en acier, recyclés puis traités pour permettre une meilleure isolation de la structure métallique. Des panneaux amovibles extérieurs, en cours de brevetage, ont pour but d'isoler la maison des inondations.

##### La maison inondable
Ce qui différencie la maison inondable de la maison traditionnelle est le fait que les pièces situées dans les parties inférieures sont prévues pour être inondées. Cette méthode est la seule possible en cas d'inondations importantes et avec du courant, car lorsque le niveau d'eau dépasse 1 mètre la pression est telle que le bâtiment pourrait être gravement endommagé. Il est donc important de laisser l'eau entrer pour que la pression soit la même sur les deux côtés.

## Habitat et contraintes socio-culturelles

### Contraintes d'espace
La contrainte d'espace n'est pas un fait nouveau, mais au cours du XIXe et surtout du XXe siècle marqués par un exode rural important, sa prise en compte au moment de construire les habitats urbains est devenue de plus en plus prépondérante. L'espace urbain étant un espace réduit concentrant les activités économiques et les zones résidentielles, l'un des moyens les plus efficaces trouvés pour loger le plus grand nombre sur une surface réduite a été la construction de barres d'immeubles. Certaines architectures se sont démarquées dans la maîtrise de cette contrainte.
Selon l'universitaire algérienne, la spécialiste de la construction de terre, Ouahiba Mostefaï, la sonnette d’alarme a bel et bien été tirée ces dernières années sur les cinq continents après le constat amer de l’abandon de matériaux naturels, peu coûteux, aux multiples avantages et le retour en force à la terre, élément de construction multimillénaire, qui gagne du terrain.
En Europe, l'architecte Le Corbusier s'est illustré dans la conjugaison d'impératifs sociaux (cohésion sociale, lien social…) et techniques (insonorisation, fonctionnalité…). Il tenait à étendre l'accès à l'architecture à plus forte raison aux familles françaises les plus modestes. Au moment du Baby boom, phénomène auquel s'ajoute l'arrivée de nombreux immigrés venus aider à reconstruire la France, celle-ci a besoin d'une grande capacité de logements et les habitats semi-collectifs semblent être la solution la moins onéreuse grâce à l'emploi de nouveaux matériaux comme le béton et l'économie d'espace qu'elles induisent. La structure familiale a aussi changé au profit de la famille nucléaire et la demande de logement se modifie en conséquence. Les cités radieuses parviennent à s'accommoder de ces contraintes en réinventant la vie sociale d'un village grâce à des « rues » ou longs couloirs qui distribuent les appartements et l'introduction de commerces de proximité (tels que la poste) dans celles-ci. Les appartements sont dessinés en duplex montants ou descendants, qui s'imbriquent entre eux tel un jeu de lego, insonorisant ces espaces de vie naturellement pour permettre une bonne cohabitation entre voisins.
En Asie, et plus particulièrement au Japon où la concentration des habitants sur le territoire est la plus élevée, le manque de place s'est traduit par la construction de tours et d'immeubles résidentiels sur le littoral. Les espaces de vie privée sont très petits et de plus en plus souvent certains éléments de l'habitat, comme la cuisine ou encore la salle de bains, sont déplacés dans des lieux publics. De cette manière, de nombreux appartements ne disposent pas de salle d'eau ou de cuisine et leurs résidents doivent prendre des abonnements dans des bains douches publics ou se sustenter au restaurant. De nombreuses maisons individuelles, elles aussi soumises à une contrainte d'espace très stricte, voient le jour dans des endroits improbables, ainsi il n'est pas rare de voir des maisons mesurant à peine plus de 2 m de largeur. Le même phénomène est observé dans de grandes villes vietnamiennes bien que la législation tende à interdire la construction de ces bâtisses défiant les lois de l'architecture par l'imposition d'une largeur minimum. Les architectes relèvent le défi du manque d'espace au sol en imaginant des maisons tout en hauteur avec la création d'un puits de lumière sur le toit qui inonde la maison de haut en bas (grâce à une cage d'escalier centrale par exemple) et à la suppression des cloisons. D'autres architectes se servent au contraire de l'obscurité, élément typique de l'architecture traditionnelle japonaise, pour donner une impression d'espace. Enfin, la multiplication de pièces de surface extrêmement restreinte est encore une autre astuce pour tricher sur la sensation d'espace ,.

### Contraintes religieuses
L'architecture de l'habitat humain doit parfois se soumettre à des conditions venant de la religion des occupants. Ces spécificités ne sont pas nombreuses, mais elles permettent de mieux associer la vie quotidienne avec la vie religieuse.
Dans la religion islamique, le monde domestique et féminin a l'habitude d'être protégé de tout regard extérieur. La maison se construit donc généralement de l'intérieur vers l'extérieur, et non l'inverse. Elle est considérée comme un espace très intime alors il est de coutume que l'entrée de la maison soit un couloir à angle droit (en forme de L) afin que les personnes à l'extérieur ne distinguent pas l'intérieur de la maison lorsque la porte est ouverte. 
Étant donné que la religion islamique est beaucoup tournée vers l'intimité et la famille, l'utilisation du patio dans les habitations est très habituelle, car il permet d'unir les membres de la famille tout en conservant une intimité. Il est rare également que les maisons voisines soient plus hautes les unes des autres, car il s'agirait alors d'un manque de respect envers les autres.

### Contraintes familiales
D'autre part, une autre influence importante de la structure de l'habitat humain vient de l'organisation des rapports familiaux. Selon celle-ci, l'agencement des pièces de la maison et la distribution des bâtiments prennent une valeur symbolique correspondant au statut de ses habitants.

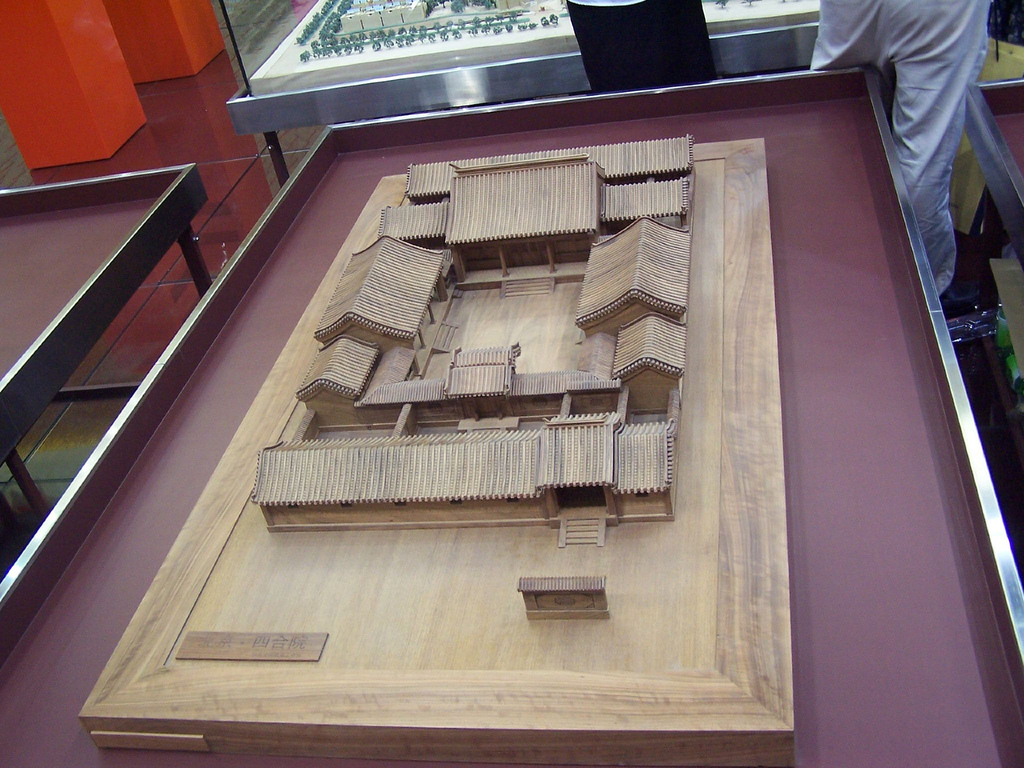
maquette maison traditionnelle à cour carrée, Chine

En Asie, de nombreuses architectures traditionnelles organisent le plan des habitations selon la structure de la société. Souvent semi-collectives, elles abritent toutes les générations sous le même toit. Ainsi dans les fameuses maisons à cour carrée de Pékin (Siheyuan), selon son âge, son sexe, son appartenance à telle ou telle branche de la famille ou encore selon l'emploi que l'on occupe (domestique…), on ne fréquentera pas les mêmes pièces de la maison; l'habitat dans les différentes parties de la maison pouvant évoluer au cours de l'existence en fonction de son ascension sociale par exemple. Le quartier des femmes était plutôt relégué vers le fond, au nord de la demeure pour les tenir à l'écart de la vie publique. Les enfants étaient logés dans de petites ailes latérales, à l'ouest ou à l'est de la maison, les grands-parents possédaient le pavillon le mieux orienté par rapport au soleil après les salles de réception et le temple des ancêtres, placés en haut de la hiérarchie familiale et bénéficiant de ce fait de la meilleure exposition (plein sud).
On peut également noter que les Coréens ont repris et adapté sous le nom de Hanok cette forme d'architecture carrée, s'ouvrant sur des cours intérieures et qui permettent de tenir les femmes à l'écart de la vie publique. Ces dernières ont justement inventé une astuce pour échapper à cette réclusion forcée: l'acrobatie ou l'art d'utiliser les balançoires. Grâce à un jeu d'acrobatie élaborée et à l'utilisation de balançoires, les Coréennes arrivaient pendant de très courts laps de temps, à observer la vie publique, à l'extérieur.
Les Tulous du Fujian (Tulou du Fujian), autre habitat chinois caractéristique de type collectif, sont aussi axées sur l'organisation et la structuration des sociétés à l'intérieur même du bâtiment, pour faciliter la cohésion sociale. Ces maisons construites par le peuple Hakka, une minorité ethnique de la Chine, bien que descendante du peuple Han, ont été conçues, autant pour se défendre lors des nombreuses guerres civiles qui les opposaient aux Han, que pour renforcer le lien social à travers le développement des valeurs de communauté, d'entraide et de fraternitéess.

### Contraintes culturelles
L'habitat humain est aussi modelé par des influences culturelles. Elles dépendent des traditions et des coutumes de chaque groupe d'individus qui décide de s'y soumettre ou non. 

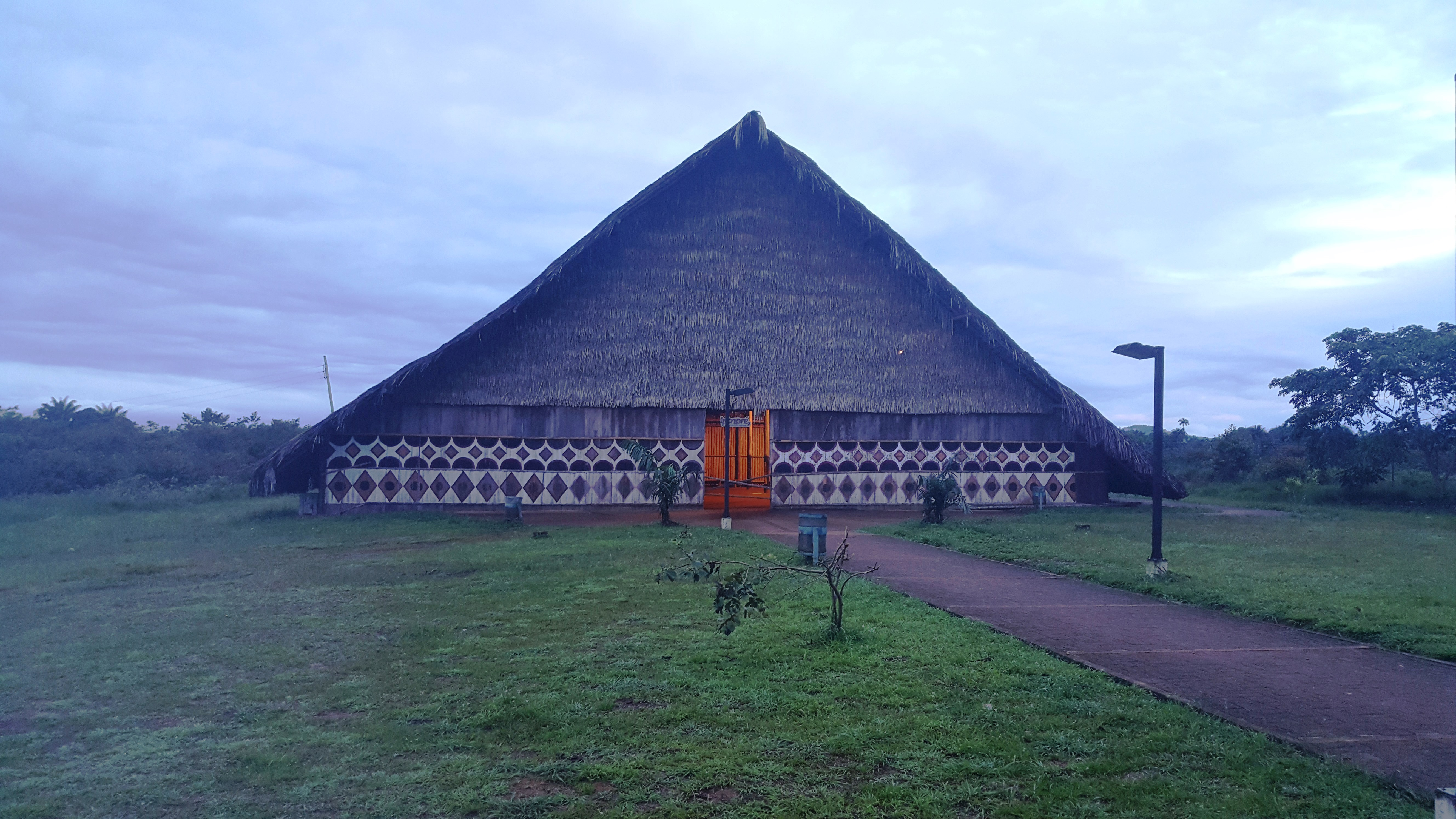
Maloca Ipanore, Mitu, Colombie

En Amérique du Sud, certaines tribus amazoniennes nomades construisent des habitations connues sous le nom de maloca. Celles-ci reposent sur le système de la communauté, toutes les générations d'une même famille partageant cette habitation. Leurs habitants se placent eux-mêmes sur la même échelle que la terre et les animaux. La maloca représente alors le centre du dialogue avec la nature et les êtres vivants de l'univers. Elle est considérée comme sacrée, car il s'agit pour eux du centre de l'univers. La maloca est principalement faite en bois et les 4 piliers qui la soutiennent définissent l'endroit où seront enterrés les morts de la famille. La porte principale est orientée du côté du lever du soleil afin celui-ci entre dans l'habitation pour donner les heures de la journée. Les matériaux naturels qui constituent la maloca permettent aux tribus de ne pas laisser la terre souillée lorsqu'ils décident de se déplacer vers un autre territoire.
D'abord en Asie et plus récemment dans le monde occidental, le Feng Shui organise les habitats et leur intérieur pour permettre au qi d'être en accord avec l'habitant et de créer un espace harmonieux.

### L'Habitat de défense
L'habitat a toujours été fortement influencé par l'instinct humain de protection, protection de sa propre vie, de celle de ses proches et des biens matériels. Cette nécessité de protection peut influencer le choix du lieu mais aussi la forme de l'habitat et le fait de clôturer l'espace autour de celui-ci.
Le Palais Royal de Mari, situé en Mésopotamie et datant du second millénaire avant Jésus-Christ, est un exemple de construction imposante dont l'unité de départ est constituée de différentes pièces distribuées autour d'une cour à ciel ouvert. Ce palais est entouré de fortifications en briques crues, d'une unique porte et de toits en terrasse pour surveiller l'arrivée d'éventuels ennemis.
De même, les nombreux châteaux construits en Europe à partir du XIIe siècle témoignent de cette nécessité de créer un habitat pour repousser les assauts successifs. Ces châteaux concentriques permettent d'assurer la protection du seigneur mais aussi de tous ceux qui gravitent autour de lui.